# تيغولا (تكيدر)
تيغولا هو دُوَّار يقع بجماعة أداسيل، إقليم شيشاوة، جهة مراكش آسفي في المملكة المغربية. ينتمي الدوّار لمشيخة تكيدر التي تضم 10 دواوير. يقدر عدد سكانه بـ 84 نسمة حسب الإحصاء الرسمي للسكان والسكنى لسنة 2004.

## روابط خارجية
- البوابة الوطنية للجماعات الترابية نسخة محفوظة 12 مارس 2018 على موقع واي باك مشين.
- المندوبية السامية للتخطيط